# 214 a.C.

## Eventos
- Fábio Máximo, pela quarta vez, e Marco Cláudio Marcelo, pela terceira vez, cônsules romanos.
- Quinto ano da Segunda Guerra Púnica:
  - Terceira Batalha de Nola, de resultado inconclusivo, entre as forças de Aníbal e Marco Cláudio Marcelo.
  - Início do cerco de Siracusa pelo cônsul Cláudio Marcelo.
  - Irrompe a Primeira Guerra Macedônica depois que Filipe V da Macedônia se alia a Aníbal contra os romanos.
- Construção da Grande Muralha da China.